# Holodentata triangulata
Holodentata triangulata är en kräftdjursart som beskrevs av Doti, Choudhury och Brandt 2009. Holodentata triangulata ingår i släktet Holodentata och familjen Paramunnidae. Inga underarter finns listade i Catalogue of Life.